# 懒音
懶音泛指口語中為了說話快速或省力，簡化、合併一些音韻，從而偏離該詞彙的原有正確發音的現象。比如英語making是標準音，說話或唱歌卻會變成makin'；粵語“猛”正確發音是maang5，但懶音變成maan5。英語和粵語說懶音時，[ŋ]都成了[n]。依此定義，可以認為世界上所有的語言都有不同程度“懶音”化現象。
網絡流行後，也有為了少打幾個字而將兩個字音合併的例子，比如將“這樣”簡化成“醬”。

## 對“懶音”一詞的質疑
方世豪和李家豪指出，“懶音”一詞帶貶義，有道德批判成份。在傳統語境裏，「懶」與「勤」相對，是貶義的。如果懶音的形成和個人責任無關的話，這種稱呼便是歧視。因為這些人未必因為“懶”才將這些字音相混，有可能是從來沒有人教他們如何分辨這些不同的發音部位及教導正確的發音方法。此外，在粵語正音運動中，香港人口來源組成等因素常常被忽視，故亦有人質疑這種說法帶有沙文主義色彩，主張代之以“簡讀”等比較中立的名稱。

## 汉语

### 官話
- 北京話有音变儿化的“儿懒音”现象，声母为zh、ch、sh、r(亦即卷舌音)的音節在一定条件下发生儿化，如：
  - 顺治门→顺儿门，
  - 盘缠钱→盘儿钱，
  - 图书馆→图儿馆，
  - 羊肉胡同→羊儿胡同。[4]
- 北京话语流中“什么”中的“么”元音发生脱落，并入“什”当中，并使en变成一个鼻化的[ə̃]，发音变成了[ʂə̃m]。[來源請求]
- 另外，现代北京话有一些兩個音節合為一個音節的弱化現象，如“们”的韵母脱落成为-m词缀[5]，如
  - 我们（women） → wom
  - 你们（nimen） → nim
- 還有「豆腐」的「腐」
  - 豆腐（dou fu） → douf
- 北京官話中輕聲用量多於臺灣官話。[6]例：
  - 「屁股」(pì gǔ→pì gu)，音同「僻故」(pì gǔ→pì gu)。
- 臺灣官話有以下現象：[6]
  - zh-、ch-、sh-聲母變讀z-、c-、s-聲母。例：「山」(shān)讀如「三」(sān)。
  - f-聲母變讀hu-聲母。例：「飯」(fàn)讀如「換」(huàn)。
  - l-、n-聲母混淆。例：「蘭」(lán)讀如「難」(nán)。
  - -en、-in與-eng、-ing韻母混淆。例：「心」(xīn)讀如「星」(xīng)。

### 客家語
客家語各地方言不同程度上都存在有“懶音”現象。這裡以廣東客家語-粵東片四縣腔為說明：
- 來去(開始行動)：主要是去的意思，客語四縣腔發音(loi hi)，loi是饒舌音，hi是氣喉音，一般口語上會將loi hi念成loii。客家話在句尾加上嘆詞、虛詞，顯現客家語的生動、貼切。[來去(開始行動)]後方會加上(o)的助詞，loi hi o 也會說成loiio。
- 無愛mo oi：念法係[mɔ ɔi̯],客語四縣腔常被唸成[mɔi̯]。
- 分佢=分其：給予他、給他，正確發音是[pʊn ki](國際拼音phun ki),客語四縣腔常被唸成[pi](國際拼音phi)，就是[畀]的古音。

### 吳語
吳語各地方言不同程度上都存在有“懶音”現象。
- 打党不分：主要就是以“打”(an) 为代表的这类字，和以“党”(aon) 为代表的这类字*，它们的韵母是不一样的。具体发音区别基本上是这样的：发an的时候，嘴巴张得比较大，发音比较靠前，有些地方，比如无锡甚至接近普通话an的发音；而aon发音比较靠后，特别是宁波，接近英国英语long里面的ong的发音，而其他地区多接近美国英语的这个发音。 最近打党这两类字的区别现在许多地方已经模糊了。比较常用的字里面的区别是 an/aon：张/赃、蚌/帮、场/尝、常长/上、厂/唱。基本上还是aon的字比较多。
- 袜麦不分：跟an和aon的区分类似，传统吴语（以苏州话为代表）区分“麦”、“袜”这两组入声。 吴拼以aeh和ah分别表示这两组音，对于这两组读音已经合并的地区，可以就用ah。以苏州话为例，“袜”读maeh，而“麦”读mah。ah里头的a读音近似单韵母a里头的a，而aeh里面的ae读音近似汉语拼音-an-里面的a。
- 晏安不分：适用于苏南上海和浙江部分地区。易错字正确发音如下：[來源請求]

| 漢字 | 吳語音 | 例字                           |
| 晏   | ae     | 攀、盼、删                     |
| 安   | oe     | 参、惨、堪、砍、刊、侃、陕、栓 |

- 司书不分：在一些吴语中，比如中派和新派上海话，读音上“斯”=“书”，发生了“书”并入“斯”的过程。在普通话里，这两组字读音是有区别的，在很多吴语中也是。有些吴语则是把“书”并入了“虚”中，即“书”=“虚”，如江阴话。这里要讲的所谓“斯书”之分就是指以“斯”、“书”为代表的这两类字的区别。是以苏州话和老派上海话为蓝本的，区分这两组字的方法，即立足于这两组字韵母的不同。 “斯”这类字的发音，跟普通话一样，韵母是吴语拼音的y，没有韵母一样。 “书”的韵母用吴语拼音表示就是yu，是y的圆唇音。先发“斯”，然后慢慢把嘴唇收拢，就是“书”的音。[來源請求]

-在台州片当中，如温岭方言中表现出懒化的有且不只：
| 原音   | 懒化音      |
| ------ | ----------- |
| 不晓得 | 覅得        |
| 不好过 | 孬（fao）过 |

### 粤语
粵語懒音指的是粵語語音的內部規律中的流變。粵語懶音普遍出現在聲母、韻母上，而也有部分的懶音出現在複雜的輔音、聲調當中。
目前粵語的主要懒音有：
n、l合流
粵語廣府方言的使用者，尤其是部分在廣東和香港地區的年輕人，鼻音n和舌邊音l在日常生活当中一般是自由变体，以舌邊音l为代表。
ng鼻音脫落
因为使用鼻音[ŋ]发音比较用力，聲母ng的脫落在香港地區较为普遍。
复合声母中w的脱落
廣東地區粵語使用者念以o為韻母的字時往往把gw（gu）發成g，把kw（ku）發成k。此現象於港澳亦常見。
聲母弱化
如佢（keoi5/kêu5）被发成heoi5/hêu5、踩（cai2/chai2）被发成yai2、煙/韌（yin1）被发成in1/ngin1
韵尾-ng与-n和-k与-t不分
很多人能辨別並準確發出-ng和-n、-k和-t这两组韻尾，但也有不少人分不清，並一律讀成-n、-t韻尾。亦有很多人知道兩音的分別，但認為-ng和-k的發音太費力，因此改發-n和-t音。如果錯誤地把舌尖翹起，放在門牙的背面，-ng和-k就會變成-n和-t的音值。
韻母ng變成m
粵語中发m音的汉字仅有『唔』一字，其他字如五、吳、誤等一并从ng音。现在有不少的人把ng韻母音和m韵母音混同。
韵尾-m变-n
这种情况常常出现在周星驰的电影中，周星驰的这种发音对香港人造成极大的影响，導致影迷相繼模仿。
高平調55與高降調53不分
粵語第一聲（陰平55/53）分為高平調55（與普通話第一聲[阴平55]相同）和高降調53（與普通話第四聲[去聲51]相似）。一般來説，除了老年層和吟詩場合，現在人們讀陰平調時一律讀成高平，所以聲調系統只剩下九調。中山大學中文系譚步雲博士認為廣州話有高平變調和兩個陰平調，香港話一般只有高平變調。两者在香港基本上已經二合為一。

### 閩語

#### 福州話
福州話的懶音現象主要在於：
- 以「N」和「L」的字母發音的字詞無法區分。
- 現時年輕人鼻音消失Ng，但少數，如我「Nguai33」會讀作「uai33」。

#### 泉漳方言
泉漳方言的懶音現象主要在於：
- 以濁音g開頭的字讀零聲母，如意義的義(gī)讀為ī，我(góa)讀為óa。
- 以濁音dz、濁音dʑ開頭的字讀邊音l，如熱天的熱(jo̍ah)讀為lo̍ah，日頭的日(ji̍t)讀為li̍t。

- 「電tiān」，但現代許多人讀「tēn」。另外如「先sian」亦變成「sen」，「熱jia̍t」變成「le̍t」。有人認為可能受日語影響。但更大可能是介音[i]不明顯，導致發音時簡略而成。
- 「互人hōo lâng」及「去互人khì hōo lâng」，閩南語常被簡化而唸成「hőng」及「khiőng」的音
- 「佗位tó-uī」常被唸成「tuē、tueh」
- 「無愛 bô ài」常被唸成[buài]
- 「無法度 bô-huat-tōo」在某些地方會被唸成[bua̋t-tōo]

許多泉漳方言拼寫法中仍維持舊有拼寫法，而不記錄懶音後的新音，如白話字。

## 英语
英语中懒音有一部分是因为互联网的产生而大量繁衍的。如最常见的“What's up?”演变成“Wazzup?”。又例如：“How about ...?” -> “How 'bout ...?”
今天英國標準英語裏大量的[ə]，其實就是把幾百年來流傳的懶音定為單詞的標準發音。term、girl、turn、work的發音本來正如其拼法，在中古英語中讀作[term]、[ɡirl]、[turn]、[work]，可是懶音的讀法就成為[təːm]、[ɡəːl]、[təːn]、[wəːk]，現代英國英語不屬於懶音。

## 德语
- “Wie geht es?”日常生活中一般是Wie geht's?
- “Ich habe es ...” → “Ich hab's ...”
- “Ich habe einen ...” → “Ich hab nen ...”
- “Es war darin”. → “Es war drin.”
- “Wir sehen uns morgen.” → “Wir sehn uns morgen.”

问句中，du被吞掉，加强动词结尾辅音。
- “Bist Du zu Hause?” → “Biste zu Hause?”
- “Was machst Du da?” → “Was machste da?”

其它
- “Tschüss” → “Tschö”